# Сабіне Газбун
Сабіне Газбун (нар. 11 червня 1994) — палестинська плавчиня.
Учасниця Олімпійських Ігор 2012 року.